# Ingrid Gustavsson
Ingrid Margareta Gustavsson, senare Wännström, född 10 mars 1950 i Luleå, är en svensk före detta simmare.
Gustavsson representerade Sverige vid OS i Mexico City 1968, där hon simmade sistasträckan i lagkappen 4 x 100 meter fritt där Sverige slutade på elfte plats. De övriga i OS-laget var Elisabeth Berglund, Elisabeth Ljunggren-Morris och Lotten Andersson.
På klubbnivå simmade Gustavsson för Luleå SS. Vid långbane-SM tog hon guld på 100 meter fjärilsim 1966 och 1967, 200 meter medley 1967 samt 400 meter medley 1967 och 1968. Vid kortbane-SM tog Gustavsson guld på 100 meter fjärilsim 1966 och 1967, 200 meter fjärilsim 1968 och 1969 samt 200 meter medley 1968.